# کیش‌مات

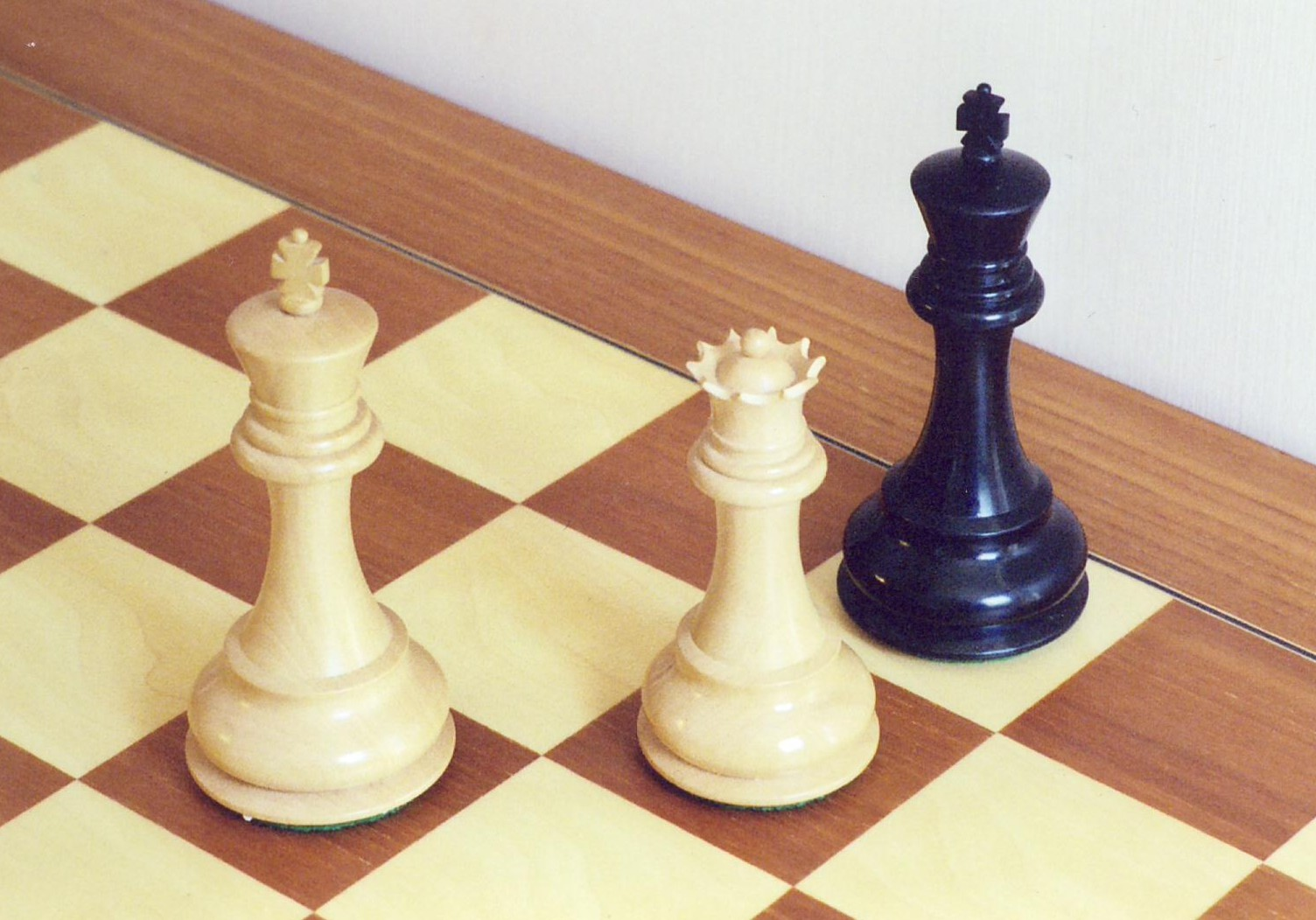
شاه سیاه کیش و مات شده است و بازی پایان یافته است.

کیش‌مات یا شاه‌مات به شرایطی در شطرنج گفته می‌شود که در آن شاه یکی از طرف‌های بازی در خانه‌ای قرار بگیرد که از سوی مهره حریف کیش شود و نتواند به خانه‌های کناری برود زیرا در آنجا نیز یا مهره‌های دیگری هستند یا آنجا نیز کیش می‌شود و همچنین بازیکنی که شاهش مورد کیش قرار گرفته است نتواند با مهره‌ای دیگر جلوی کیش شدن شاهش را بگیرد. در این حالت بازیکن شکست می‌خورد و بازی به پایان می‌رسد.

## پیشینه
در شطرنج سانسکریت (۵۰۰ تا ۷۰۰ میلادی) شاه می‌توانست گرفته شود و این پایان بازی بود. ایرانیان (سال ۷۰۰ تا ۸۰۰ میلادی) ایده هشدار به شاه را معرفی کردند (که امروزه به نام کیش شناخته می‌شود). این برای جلوگیری از پایان زود هنگام و اتفاقی بازی مطرح گردید. بعدها ایرانیان قوانینی را به بازی افزودند که در آن شاه می‌توانست از خانه کیش بیرون بیاید یا از خطر کیش رهایی یابد به این شکل مهره شاه نمی‌توانست توسط طرف روبرو گرفته شود و این شاه مات بود که نقطه منطقی و قطعی برای پایان بازی بود. (پس از کیش مات هر حرکتی غیرقانونی بود)

## ریشه واژه
واژه کیش مات در اصل از واژه فارسی شاه مات است که به معنی شاه بی دفاع یا شاه شکست خورده یا شاه مورد حمله بی آنکه شاه مرده باشد، است. این تصور که چون شطرنج از راه جهان اسلام به اروپا آمده است و مات در عربی به معنی مرده است و شاه مات به معنی شاه مرده است، اشتباه می‌باشد.
مقدم پیشنهاد می‌کند که ریشه‌شناسی واژه مات از فعل ماندن در فارسی آمده است؛ که در زبان لاتین maneo و در زبان یونانی meno است و یعنی شاه به صورت ترک شده مانده است و در برگردان رسمی غافلگیر ترجمه شده است. در حالت نظامی به آن حمله شده است (نه غافلگیر) و در واقع به شاه در حالت مات حمله شده است و وی ترک شده است.